# Nectophrynoides laevis
Nectophrynoides laevis es una especie de anfibios de la familia Bufonidae.
Es endémica de Tanzania.
Su hábitat natural incluye montanos secos, praderas tropicales o subtropicales a gran altitud y pantanos.